# Asparagus vvedenskyi
Asparagus vvedenskyi är en sparrisväxtart som beskrevs av Viktor Petrovitj Botjantsev. Asparagus vvedenskyi ingår i släktet sparrisar, och familjen sparrisväxter. Inga underarter finns listade i Catalogue of Life.